# Simon Jeghiajan
Simon Jeghiajan (armenisch Սիմոն Յէղիայան; * 24. März 1972) ist ein ehemaliger armenischer Eishockeyspieler. 

## Karriere
Simon Jeghiajan spielte von 2003 bis 2006 für Dinamo Jerewan in der Armenischen Eishockeyliga. Mit der Mannschaft gewann er in den Spielzeiten 2003/04 und 2004/05 jeweils den armenischen Meistertitel. 

### International
Für Armenien nahm Yeghyayan an den Weltmeisterschaften der Division III 2004, 2005 und 2006 teil.

## Erfolge und Auszeichnungen
- 2004 Armenischer Meister mit Dinamo Jerewan
- 2005 Armenischer Meister mit Dinamo Jerewan